# Acacia megacephala
Acacia megacephala är en ärtväxtart som beskrevs av Bruce R. Maslin. Acacia megacephala ingår i släktet akacior, och familjen ärtväxter. Inga underarter finns listade i Catalogue of Life.